# 圣皮埃尔拉维埃耶
圣皮埃尔拉维埃耶（法語：Saint-Pierre-la-Vieille，法語發音：[sɛ̃ pjɛʁ la vjɛj] ⓘ）是法国卡尔瓦多斯省的一个旧市镇，属于维尔区。2016年，圣皮埃尔拉维埃耶与临近的4个市镇合并为新市镇诺曼底地区孔代。

## 地名
“拉维埃耶”（la-Vieille）的法语原意为“老的、旧的”，但该含义在此是否有应用尚有争议。且“圣皮埃尔”即圣彼得，其为男性使徒，本应使用阳性的“le-Vieux”而非阴性的“la-Vieille”，而法国境内的数个名为“旧圣皮埃尔”的市镇也均为“Saint-Pierre-le-Vieux”。

## 地理
圣皮埃尔拉维埃耶（48°55'8"N, 0°34'35"W）面积12.43 平方千米，位于法国诺曼底大区卡爾瓦多斯省，该省份为法国西北部沿海省份，北濒大西洋英吉利海峡，东北与滨海塞纳省以海上边界相接，东临厄尔省，南至奧恩省，西与芒什省接壤。
与圣皮埃尔拉维埃耶接壤的市镇（或旧市镇、城区）包括：科维尔、拉沙佩勒昂热尔博、莱诺、佩里尼、勒普莱西格里穆、蓬泰库朗、圣朗贝尔、圣维戈尔德梅兹雷、拉维莱特、普鲁西。
圣皮埃尔拉维埃耶的时区为UTC+01:00、UTC+02:00（夏令时）。

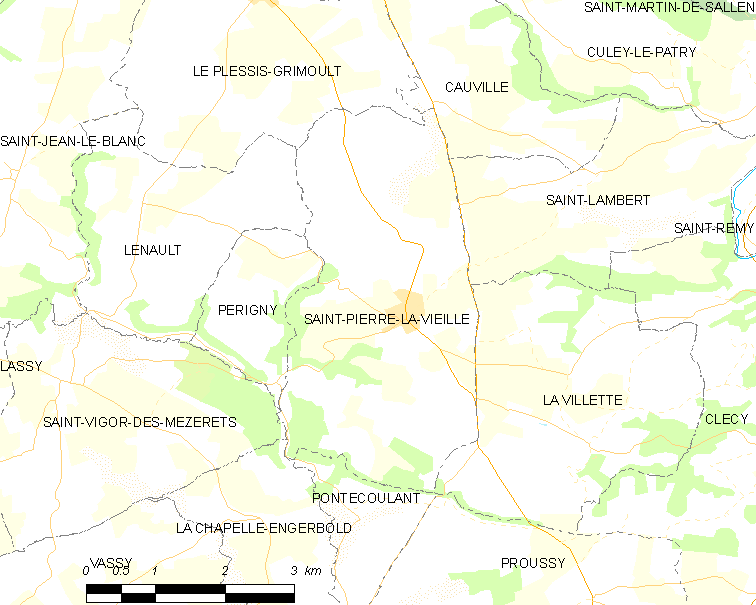
圣皮埃尔拉维埃耶的OSM定位图

## 行政
圣皮埃尔拉维埃耶的邮政编码为14770，INSEE市镇编码为14653。

## 政治
圣皮埃尔拉维埃耶所属的省级选区为诺曼底地区孔代县。

## 人口

1962-2008年间圣皮埃尔拉维埃耶人口变化图示

圣皮埃尔拉维埃耶于2018年1月1日时的人口数量为333人。